# Marcillac-Saint-Quentin
Marcillac-Saint-Quentin – miejscowość i gmina we Francji, w regionie Nowa Akwitania, w departamencie Dordogne.
Według danych na rok 1990 gminę zamieszkiwało 598 osób, a gęstość zaludnienia wynosiła 36 osób/km² (wśród 2290 gmin Akwitanii Marcillac-Saint-Quentin plasuje się na 646. miejscu pod względem liczby ludności, natomiast pod względem powierzchni na miejscu 675.).